# Dolichopus reflectus
Dolichopus reflectus är en tvåvingeart som beskrevs av Aldrich 1893. Dolichopus reflectus ingår i släktet Dolichopus och familjen styltflugor. Inga underarter finns listade i Catalogue of Life.